# Épure
L'épure est la représentation graphique d’un objet par sa projection sur trois plans : dessin technique utilisé par le charpentier, elle lui permet de trouver les coupes nécessaires à la réalisation de sa charpente. Elle lui sert également à estimer le cubage de bois dont il aura besoin pour tailler son ouvrage.
Une aire d'épure se constitue en plusieurs parties :
- la vue en plan, qui permet de situer l'ouvrage à tailler et de donner une base au dessin,
- les élévations, qui permettent de situer chaque pan de toit dans une vue, ce qui facilite la lecture, permet le tracé de la pièce de bois et donne également sa vraie longueur.

Il existe deux méthodes différentes pour tracer une épure :
- le rembarrement, technique la plus connue,
- la herse, méthode qui traite les pièces de bois en plan (à plat), afin de simplifier les coupes et de les rendre très précises.

Il existe trois méthodes différentes dans le trait de charpente :
- le rembarrement, les différentes coupes sont trouvées sur la vue en plan (nécessite de tracer les épaisseurs de bois) et rembarrées en élévation,
- la sauterelle, les coupes sont trouvées en faisant croiser les différents plans que forment les faces des bois,
- l'alignement, mélange des deux techniques précédentes.

Un plan sur règle est une épure destinée au tracé des portes.